# Ашарат
Ашара́т (фінік.  , від  — «десять»), Рада десяти — спочатку дорадчий, а після загибелі цариці Елісси — вищий державний орган Карфагена.
Спочатку складався із найближчих супутників Елісси, а потім із їхніх нащадків. Призначав усіх міських посадовців, зокрема командувача війська («рабімаханата», фінік. ).
Був знищений під час заколоту Малха (біля 540 р. до н. е.) — захопивши владу у місті, полководець стратив усіх членів ашарату. Невдовзі Малха позбавили влади, проте замість Ради десяти була створена адіра — традиційна для фінікійських міст рада старійшин.